# Station Rathdrum
Station Rathdrum is een treinstation in Rathdrum in het Ierse graafschap Wicklow. Het ligt aan de lijn Dublin - Rosslare. Rathdrum heeft een  beperkte dienstregeling. In beide richtingen vertrekken op werkdagen dagelijks vijf treinen.